# 1854 dans les chemins de fer
Chronologie des chemins de fer
1853 dans les chemins de fer - 1854 - 1855 dans les chemins de fer

## Évènements

### Janvier
- 21 janvier, France : la Compagnie du chemin de fer de Paris à Strasbourg prend le nom de Compagnie des chemins de fer de l'Est.
- 27 janvier : inauguration de la grande ligne de chemin de fer du Nord au Canada (Great Western Railway).

## Mars
- 20 mars.  Belgique :   mise en service de la section d'Ypres à Poperinge de sa ligne de Courtrai à Poperinge par la Société des chemins de fer de la Flandre-Occidentale[1].

### Avril
- 20 avril, France : la Compagnie des chemins de fer de l'Est absorbe la Compagnie du chemin de fer de Strasbourg à Bâle.
- 30 avril : inauguration de la première ligne du Brésil de la ligne ferroviaire de Mauá, dans la municipalité de Magé, dans l'État de Rio de Janeiro.

### Juin
- 24 juin, Portugal : la concession du chemin de fer de Barreiro à Vendas Novas, avec prolongements éventuels sur Setúbal, Evora, et Beja est accordée à la Companhia dos Caminhos de Fero ao Sul do Tejo

### Juillet
- 29 juillet, France : ouverture de la ligne de Sceaux entre Bourg-la-Reine et Orsay.

### Août
- 20 août, Roumanie : ouverture de la première ligne, sur le territoire de l'actuelle Roumanie, entre Oravița et Baziaş (pour le seul trafic des marchandises).

### Septembre
- 12 septembre, état de Victoria (Australie) :  ouverture de la ligne Melbourne-Sandridge (aujourd'hui Port-Melbourne). Première ligne de chemin de fer en Australie
- 15 septembre, France : mise en service de la ligne de Metz à Thionville[2].
- 24 septembre, France : inauguration de la ligne de Metz à Thionville[2].

## Naissances
- x

## Décès
- x